# Sam' Suffy
Albums de Marc Moulin
Placebo
(1974) Picnic
(1986)
Sam' Suffy est un album de Marc Moulin.

## Liste des morceaux
1. Le Saule
2. Misteriose
3. From
4. La Blouse
5. La Bougie
6. Le Beau Galop
7. Tohubohu (part. I)
8. Tohubohu (part. II)
9. Tohubohu (part. III)
10. Tohubohu (part. IV)
11. Tohubohu (part. V)
12. Tohubohu (part. 2005 remix) (réed.)
13. La Blouse (réed.)

## Crédits
- Marc Moulin - claviers, piano
- Philip Catherine - Guitare
- Jasper van 't Hof - Piano électrique
- Richard Rousselet - Trompette, bugle
- Bruno Castellucci - Batterie
- Garcia Morales - Batterie